# 志村けんの失礼しまぁーす!
『志村けんの失礼しまぁーす!』（しむらけんのしつれいしまぁーす）は、1986年10月17日から1987年9月18日まで、日本テレビ系列局ほかで放送された日本テレビ製作のバラエティ番組（制作著作はイザワオフィスが所有）。志村けんメインのレギュラー番組では初の冠番組である。毎週金曜 19時30分 - 20時00分 (JST) に放送、全41回。

## 概要
志村扮する「お婆ちゃん」と堀ちえみが、公募で選ばれた全国の家庭や友達同士の集まりに夕食をご馳走に上がり、ゲームや家庭自慢などを展開。志村が要所で盛り上げるお宅訪問トークバラエティであった。
番組開始当初はお宅訪問をメイン企画に据えていたが、回が進むにつれ番組の前半ではその訪問地の名所巡りや名産物の職業体験などを行うようになった。毎回番組のラストでは、訪問先の一般人とプレゼント（家電製品など）を賭けてジャンケンをする「ジャンケンコーナー」があった。当初の対戦形式は、志村と堀の人形の動きで「グー・チョキ・パー」を決めるというものだったが、やがて普通のジャンケンを行うようになった。プレゼントの商品はジャンケンの勝敗に関係なく訪問先の家庭に贈られていた。
番組のオープニング映像には、当初はテクノ風の実写アニメーションを使用していたが、第10回からは"志村お婆ちゃんと女の子"をデフォルメして描かれたアニメーションに変更された。
番組放映開始から半年が経過した1987年3月、それまでレギュラーとして志村のパートナーを務めていた堀が、芸能活動を引退することになったため、番組を降板。以後は週替わりで女性アイドルが志村のパートナーを務めるようになった。

## 放映リスト
訪問地の市町村名は放映当時のもの
| 回 | 放映日          | 訪問地                         | パートナー | 備考 |
| -- | --------------- | ------------------------------ | ---------- | --- |
| 1  | 1986年 10月17日 | 新潟県寺泊町                   | 堀ちえみ   | |
| 2  | 10月24日        | 神奈川県川崎市                 | 堀ちえみ   | |
| 3  | 10月31日        | 新潟県堀之内町                 | 堀ちえみ   | |
| 4  | 11月7日         | 東京都三鷹市下連雀             | 堀ちえみ   | 八幡大神社を訪問 |
| 5  | 11月14日        | 山梨県御坂町                   | 堀ちえみ   | |
| 6  | 11月21日        | 山梨県勝沼町                   | 堀ちえみ   | かつぬまぶどう郷・一久園を訪問 |
| 7  | 11月28日        | 石川県金沢市糸田               | 堀ちえみ   | |
| 8  | 12月5日         | 石川県能美郡寺井町             | 堀ちえみ   | |
| 9  | 12月12日        | 高知県高知市長浜               | 堀ちえみ   | 桂浜を観光 |
| 10 | 12月19日        | 福島県郡山市高柴               | 堀ちえみ   | オープニングがアニメーションに変更された |
| 11 | 12月26日        | 東京都江東区東砂               | 堀ちえみ   | 新宿からはとバスに乗車し東京タワーと浅草寺を観光、伊藤製パン寮へ                                                                                   |
| 12 | 1987年 1月9日   | 高知県香美郡吉川村             | 堀ちえみ   | 土佐闘犬を見学 |
| 13 | 1月16日         | 東京都目黒区目黒本町           | 堀ちえみ   | |
| 14 | 1月23日         | 福岡県朝倉郡夜須町             | 堀ちえみ   | 大宰府天満宮を観光 |
| 15 | 1月30日         | 福島県安達郡大玉村             | 堀ちえみ   | デコの里おいち茶屋訪問 |
| 16 | 2月6日          | 秋田県横手市                   | 堀ちえみ   | きりたんぽ作りを体験 |
| 17 | 2月13日         | 岩手県和賀郡湯田町             | 堀ちえみ   | 岩手湯本温泉で露天風呂体験 |
| 18 | 2月20日         | 埼玉県久喜市                   | 堀ちえみ   | 三芳野神社を訪問、菓子屋横丁を観光 |
| 19 | 2月27日         | 福岡県筑紫野市                 | 堀ちえみ   | 九州厚生年金会館（堀のコンサート会場）から番組開始                                                                                                 |
| 20 | 3月6日          | 群馬県高崎市柴崎町             | 堀ちえみ   | 高崎観音を観光 |
| 21 | 3月13日         | 静岡県田方郡土肥町小下田       | 堀ちえみ   | 地引き網漁・岩海苔収穫を体験 |
| 22 | 3月20日         | 鹿児島県隼人町                 | 堀ちえみ   | 鹿児島神宮を訪問、鈴かけ馬踊りを見学 |
| 23 | 3月27日         | 鹿児島県熊毛郡屋久町           | 堀ちえみ   | 平内海中温泉を見学。この回をもって堀ちえみが番組を卒業                                                                                             |
| 24 | 4月24日         | 埼玉県所沢市松郷               | 松本典子   | 所沢航空記念公園でお花見後、笹井豊年足踊りを体験                                                                                                   |
| 25 | 5月1日          | 千葉県市川市                   | 松居直美   | |
| 26 | 5月8日          | 滋賀県大津市比叡平             | 長山洋子   | 円満院にて投扇興を体験 |
| 27 | 5月22日         | 栃木県益子町                   | 松本伊代   | 刀鍛冶を見学後、陶芸ろくろ体験 |
| 28 | 6月5日          | 宮城県塩釜市浦戸石浜           | 山瀬まみ   | かまぼこ作りを体験 |
| 29 | 6月12日         | 岐阜県大垣市                   | 石野陽子   | |
| 30 | 6月19日         | 愛知県名古屋市                 | 松本典子   | |
| 31 | 6月26日         | 静岡県榛原郡川根町             | 畠田理恵   | 大井川鉄道に乗車しSL列車(C11)を体験 |
| 32 | 7月3日          | 神奈川県横浜市                 | 榊原郁恵   | |
| 33 | 7月17日         | 京都府右京区                   | 松本典子   | |
| 34 | 7月24日         | 山形県寒河江市                 | 松本伊代   | |
| 35 | 7月31日         | 東京都足立区関原               | 福永恵規   | 老舗割烹の玉子焼き作りを体験 |
| 36 | 8月7日          | 栃木県下都賀郡石橋町           | 早見優     | かんぴょう農家で収穫を体験 |
| 37 | 8月21日         | 東京都渋谷区笹塚               | 松本典子   | 食品サンプル制作過程を体験 |
| 38 | 8月27日         | 北海道常呂郡置戸町             | 浅香唯     | NTV開局記念日特番「志村けんスペシャル!」(19:00からの60分枠)内での放映。 人間ばん馬に参加、田代まさしらとコントを行う、更に過去のダイジェストも放送 |
| 39 | 9月4日          | 長野県北佐久郡軽井沢町中軽井沢 | 中森明菜   | 信濃追分馬子唄を体験 |
| 40 | 9月11日         | 兵庫県小野市葉多町             | 酒井法子   | 共進ファミリー牧場を観光後、そろばん作りを体験 |
| 41 | 9月18日         | 福島県会津若松市               | 森尾由美   | |

## スタッフ
- 作・構成 : 鈴木哲、朝長浩之／唐鎌誠治、岡村康雄（スタッフ東京）
- 音楽 : たかしまあきひこ
- 制作協力 : ゼブラカンパニー、株式会社TRO
- 演出 : 米谷裕輔
- プロデューサー : 庄司文雄（日本テレビ）、井澤健（イザワオフィス）
- 制作著作 : イザワオフィス
- 製作 : 日本テレビ

## ネット局
| 放送対象地域   | 放送局         | 放送時間           | 系列                                         | 備考   |
| -------------- | -------------- | ------------------ | -------------------------------------------- | ------ |
| 関東広域圏     | 日本テレビ     | 金曜 19:30 - 20:00 | 日本テレビ系列                               | 制作局 |
| 北海道         | 札幌テレビ     | 金曜 19:30 - 20:00 | 日本テレビ系列                               |        |
| 青森県         | 青森放送       | 金曜 19:30 - 20:00 | 日本テレビ系列 テレビ朝日系列                |        |
| 山形県         | 山形放送       | 金曜 19:30 - 20:00 | 日本テレビ系列 テレビ朝日系列                |        |
| 岩手県         | テレビ岩手     | 金曜 19:30 - 20:00 | 日本テレビ系列                               |        |
| 秋田県         | 秋田テレビ     | 金曜 19:30 - 20:00 | 日本テレビ系列                               |        |
| 宮城県         | ミヤギテレビ   | 金曜 19:30 - 20:00 | 日本テレビ系列                               |        |
| 福島県         | 福島中央テレビ | 金曜 19:30 - 20:00 | 日本テレビ系列                               |        |
| 新潟県         | テレビ新潟     | 金曜 19:30 - 20:00 | 日本テレビ系列                               |        |
| 富山県         | 北日本放送     | 金曜 19:30 - 20:00 | 日本テレビ系列                               |        |
| 福井県         | 福井放送       | 金曜 19:30 - 20:00 | 日本テレビ系列                               |        |
| 山梨県         | 山梨放送       | 金曜 19:30 - 20:00 | 日本テレビ系列                               |        |
| 静岡県         | 静岡第一テレビ | 金曜 19:30 - 20:00 | 日本テレビ系列                               |        |
| 中京広域圏     | 中京テレビ     | 金曜 19:30 - 20:00 | 日本テレビ系列                               |        |
| 近畿広域圏     | 読売テレビ     | 金曜 19:30 - 20:00 | 日本テレビ系列                               |        |
| 鳥取県・島根県 | 日本海テレビ   | 金曜 19:30 - 20:00 | 日本テレビ系列                               |        |
| 岡山県・香川県 | 西日本放送     | 金曜 19:30 - 20:00 | 日本テレビ系列                               |        |
| 広島県         | 広島テレビ     | 金曜 19:30 - 20:00 | 日本テレビ系列                               |        |
| 山口県         | 山口放送       | 金曜 19:30 - 20:00 | 日本テレビ系列                               |        |
| 徳島県         | 四国放送       | 金曜 19:30 - 20:00 | 日本テレビ系列                               |        |
| 愛媛県         | 南海放送       | 金曜 19:30 - 20:00 | 日本テレビ系列                               |        |
| 高知県         | 高知放送       | 金曜 19:30 - 20:00 | 日本テレビ系列                               |        |
| 福岡県         | 福岡放送       | 金曜 19:30 - 20:00 | 日本テレビ系列                               |        |
| 熊本県         | 熊本県民テレビ | 金曜 19:30 - 20:00 | 日本テレビ系列                               |        |
| 大分県         | テレビ大分     | 金曜 19:30 - 20:00 | 日本テレビ系列 フジテレビ系列 テレビ朝日系列 |        |
| 長崎県         | テレビ長崎     | 金曜 19:30 - 20:00 | 日本テレビ系列 フジテレビ系列                |        |
| 鹿児島県       | 鹿児島テレビ   | 金曜 19:30 - 20:00 | 日本テレビ系列 フジテレビ系列                |        |
| 宮崎県         | テレビ宮崎     | 土曜 17:24 - 17:54 | 日本テレビ系列 フジテレビ系列 テレビ朝日系列 |        |
| 沖縄県         | 沖縄テレビ     | 金曜 19:00 - 19:30 | フジテレビ系列                               |        |
| 石川県         | 石川テレビ     | 土曜 17:30 - 18:00 | フジテレビ系列                               |        |
| 長野県         | テレビ信州     | 月曜 19:30 - 20:00 | 日本テレビ系列 テレビ朝日系列                |        |

## エピソード
堀は最後の出演となった回で、「短期間でこれだけスタッフの方と仲良くできたレギュラー番組はこれが初めてでした」と涙ながらに語った。
本番組は後に、CS放送のファミリー劇場にて再放送された。